# HNK Zrinski Tuzla
HNK Zrinski Tuzla (koristi se i naziv Zrinjski) je bosanskohercegovački nogometni klub iz Tuzle.

## Povijest
Osnovan je 1913. godine kao najstariji tuzlanski nogometni klub.
U Kraljevini SHS hrvatski domoljubi obnovili su rad kluba 1919. godine. U međuratnom je razdoblju neprekidno bio dijelom športske pozornice grada Tuzle. Ispočetka je Zrinski primao samo hrvatsku mladež, a poslije su primali i igrače drugih nacionalnosti. Do 1928. godine utakmice je igrao na „Pranjića igralištu". Nalazilo se blizu sadašnje OŠ Albin Herljević" u Tuzli. Poslije je HNK Zrinski sagradio vlastito igralište, uz pomoć klupskog predsjednika, trgovca drvom, Kalmana Liske. Novo je igralište imalo tribine i nalazlo se na putu za Solinu kod Brčanske malte, na mjestu gdje je danas tehnički pregled vozila. Sve do izbijanja drugog svjetskog rata to je bio službeni nogometni teren u Tuzli. Dresovi su se sastojali od zeleno-bijele majice, bijelih gaćica i bijelih čarapa sa zelenim prugama.[nedostaje izvor]
Klub je imao uz nogometne i druge sekcije, poput atletske, boksačke, plivačke, skijaške i tamburaške. Njegovao je i društveni život se su svake subote u Hrvatskom domu priređivane čajanke (igranke), jednom godišnje bila je tzv. „Zeleno-bijela reduta". O pokladama izvodio se po gradu maskenbal s povorkama sastavljenim od maskiranih osoba.[nedostaje izvor]
Završetkom Drugog svjetskog rata prestaje s radom zbog prisile tadašnjih komunističkih vlasti. Ponovno je oformljen nakon rata u BiH.
1997. u trećoj županijskoj ligi TPŽ, Zrinski je bio 5. od 18. klubova.[nedostaje izvor]
Nakon nekoliko sezona ugašen je, prije desetak godina. Nakon osamostaljenja BiH pri Zrinskom je djelovala i košarkaška sekcija, KK Zrinski koja je igrala u najjačoj ligi u BiH, te muška rukometna sekcija RK Zrinski koja se natjecala skupa s mjesnim rivalom Slobodom te stolnoteniska sekcija, STK Zrinski.
1995. godine Zrinski je gostovao kod splitskog Hajduka u Splitu.
Oživljavanje kluba išlo je i uz posredstvo sportskog magazina “BH Tempo 09” pa je Zrinski kasnog proljeća 2011. nastupao pod imenom HNK “Zrinski – BH Tempo 09”. Klub je tad trenirao Slobodan Mitrović. 2011. je klub reorganiziran, ponajvišem zaslugom mladih entuzijasta koji su okupili mnoštvo svojih vršnjaka, također zaljubljenih u nogomet, vođeni razmišljanjem da je bolje baviti se športom, nego vrijeme tratiti na nezdravim mjestima. Glavni inicijator i predsjednik Hrvatskog nogometnog kluba „Zrinski” iz Tuzle je Goran Dragičević.
Iste 2011. godine uključio se u natjecanje u 3. županijskoj ligi TŽ Istok.
Kolovoza 2011. dobili su pokrovitelja NLB Tuzlanska banka Tuzla te su ponijeli ime "Zrinski - NLB Tuzlanska banka Tuzla".  JU "Gradski stadion Tušanj” izašla je klubu u susret kada je u pitanju trenažni proces i uspostavili su suradnju s omladinskim pogonom tuzlanske Slobode.
Od početka natjecateljske sezone u III. NL TŽ Istok 2011/2012. djelovali su u turbulentnim okolnostima. Posljedica je što oni koji su morali materijalno i financijski poduprijeti Zrinskog nisu to učinili, što se odnosi na NS općine Tuzla, ostale županijske i općinske organizacije zadužene za unapređenje športa i društveno političke organizacije. Pošteno, ali neiskusno i mlado klupsko vodstvo prepustili su na milost i nemilost da se sami nose s problemima, gotovo slaveći nad njihovim mukama. Slučaj Zrinskog ponovio se i s ostalim športskim kolektivima u gradu. Klub su financirali članovi i igrači kluba svojim džeparcem. Jesenji dio lige Zrinski je igrao bez trenera. U zimskoj stanci trenirao ih je dugogodišnji igrač postratnog HNK Zrinski Tuzla Jasminko Tufekčić, što se pozitivno odrazilo na klub, no zbog nezadovoljstva stanjem u kojemu se klub nalazi, ne zbog odnosa u klubu, nego zbog odnosa županijskih organizacija prema klubu, trener je otišao, što se odrazilo na rezultate. Zbog sveukupne loše situacije klub je bio pred ponovnim gašenjem i nastojalo se sezonu dostojno privesti kraju.
Na osnovu rješenja Ministarstva pravosuđa i uprave Tuzlanske županije od 3. travnja 2012., istog dana je upisan u Registar udruženja Tuzlanske županije, u knjigu II pod rednim brojem 580/12 Hrvatski nogometni klub "Zrinski", skraćena naziva HNK "Zrinski", sa sjedištem u Tuzli, Rudarska br. 11. Predsjednik je Goran Dragičević, a direktor Kemal Dervoz.

## Vanjske poveznice
- Hnk Zrinski Tuzla _ Facebook
- Tuzlarije Anto Šimić Čiko: Tuzlarije - vijesti, FK Pasci 78 : HNK Zrinski Tuzla 4:1, utakmica osmine finala Kupa ONS Tuzla, 12. travnja 2012.
- Tuzlarije Tuzlarije.net: Igrač HNK Zrinski Tuzla Resul Kugubić doživio strujni udar, 14. svibnja 2012.
- HercegBosna.org Tema: HNK Zrinski - Tuzla - Povratak otpisanih
- Nize-lige.info  Arhivirana inačica izvorne stranice od 25. rujna 2012. (Wayback Machine)
- Youtube Anto Šimić Čiko, NK Mladost(G)-HNK Zrinski Tuzla 1-1, prijateljska utakmica, Datum objavljivanja: 27. ožu 2012.